# Матовников, Александр Анатольевич
Александр Анатольевич Матовников (род. 19 сентября 1965, Москва, РСФСР, СССР) — российский государственный и военный деятель, генерал-полковник (04.06.2025), Герой Российской Федерации (2017). Заместитель Главнокомандующего Сухопутными войсками Российской Федерации с 22 января 2020 года.
Заместитель командующего Силами специальных операций Главного (разведывательного) управления Генерального штаба Вооружённых сил Российской Федерации (2013—2015), командующий ССО и заместитель начальника ГУ ГШ ВС РФ (2015—2018). Полномочный представитель президента Российской Федерации в Северо-Кавказском федеральном округе (2018—2020), член Совета Безопасности России (2018—2020).

## Биография
Родился 19 сентября 1965 года в Москве. Дед по отцу артиллеристом участвовал в Великой Отечественной войне, а дед по матери воевал в гражданскую войну в Туркестане, в Великую Отечественную командовал дивизией, участвовал в боях в Сталинграде и Брянске. Отец — Анатолий Михайлович Матовников, военный, кадровый сотрудник Комитета государственной безопасности, занимавший в 1980-х годах должность заместителя начальника секретариата 7-го управления КГБ (наружное наблюдение за советскими и иностранными гражданами), в подчинении которого находилось антитеррористическое подразделение «А» (ныне — Управление «А» Центра специального назначения Федеральной службы безопасности РФ, спецподразделение «Альфа»). В 1991 году после путча ГКЧП в условиях возможного штурма здания КГБ на Лубянке Матовников уничтожил секретные документы управления, за что впоследствии был отправлен новым начальством на пенсию.
В 1982 году поступил в Высшее пограничное военно-политическое училище КГБ имени К. Е. Ворошилова, и после его окончания в 1986 году начал служить в группе «А» («Альфа»). Служил под началом генерал-майора Виктора Карпухина, и по словам сослуживца полковника Юрия Торшина, во время службы они «с завистью глядели на участников штурма дворца Амина — кавалеров боевых орденов». В составе мотоманевренной группы, действовавшей под прикрытием оперативных подразделений пограничных войск, Матовников принял участие в войне в Афганистане, где решал специальные задачи в интересах КГБ, в том числе занимался перехватыванием караванов с оружием и наркотиками в районе границы с Туркменской и Таджикской ССР.
Занимал должности начальника 2-го отделения 1-го отдела Управления «А» и первого заместителя начальника Управления «А».
В 1987 году участвовал в охране генерального секретаря ЦК КПСС Михаила Горбачёва, приехавшего с государственным визитом в Вашингтон (США). В 1988 году обеспечивал безопасность премьер-министра Великобритании Маргарет Тэтчер во время её визита в районы Армянской ССР, пострадавшие от землетрясения. В 1992 году окончил Высшую школу министерства безопасности Российской Федерации. Принял участие в обеих чеченских войнах, нескольких спецоперациях, в том числе на Северном Кавказе. Был одним из руководителей штурма больницы в Будённовске, участвовал в антитеррористической операции в «Норд-Осте» на Дубровке, расследовал обстоятельства штурма школы в Беслане. В чеченских кругах имел прозвище «Чекист».
Прослужив около 30 лет в «Альфе», в 2013 году был переведён на работу в министерство обороны, а затем назначен на пост заместителя командующего Силами специальных операций Главного (разведывательного) управления Генерального штаба ВС РФ.
В 2015 году, после ухода Алексея Дюмина на пост заместителя министра обороны, Матовников стал командующим ССО и заместителем начальника ГУ ГШ ВС РФ. По данным СМИ, состоял офицером по спецпоручениям при президенте России Владимире Путине и был одним из руководителей секретными военными операциями за границей, в том числе на Украине, где во время аннексии Крыма Россией занимался координацией действий личного состава. Также на командных постах принял участие в военной операции России в Сирии.
В 2017 году в звании генерал-майора по указу президента России Владимира Путина был удостоен звания «Герой Российской Федерации», по собственным словам, «за Сирию». В силу закрытости службы впервые появился на публике и перед фотокамерами только во время награждения, при том, что имена большинства сирийских «Героев России» засекречены.
22 февраля 2018 года присвоено воинское звание генерал-лейтенанта.
«Здесь нужно хорошо работать, хорошо жить и, конечно, не забывать о национальной безопасности».
26 июня 2018 года назначен полномочным представителем президента России в Северо-Кавказском федеральном округе, сменив Олега Белавенцева. Данное решение было поддержано руководством кавказских регионов, в том числе главами Чечни Рамзаном Кадыровым, Карачаево-Черкесии Рашидом Темрезовым, Ингушетии Юнус-Беком Евкуровым, Северной Осетии Вячеславом Битаровым, Ставропольского края Владимиром Владимировым.
28 июня 2018 года в Пятигорске Белавенцев представил Матовникова главам субъектов, представителям духовенства, правоохранительных структур, сотрудникам аппарата полпредства.
3 июля 2018 года включён в состав Совета Безопасности России.
В 2018—2019 годах принимал участие в урегулировании ситуации с территориальным спором между Чечнёй и Ингушетией и возникшими по этому поводу протестами. В 2019 году вместе с директором Росгвардии Виктором Золотовым представил на рассмотрение Путиным документы о преступной деятельности члена Совета Федерации Рауфа Арашукова, после чего тот был арестован.
22 января 2020 года Путин назначил на должность полпреда в СКФО бывшего генерального прокурора Юрия Чайку, в тот же день Матовников был перемещён на должность заместителя Главнокомандующего Сухопутными войсками Российской Федерации вместо генерал-полковника Александра Ленцова. 3 февраля исключён из состава Совета Безопасности.

## Личная жизнь
Данные о личной жизни Матовникова до недавнего времени в свободном доступе отсутствовали. Женат. Первая жена — Ольга (развелись в 1996 году). Дочь от первого брака — Анна (род. 1995). Вторая жена — Светлана (поженились в 2005 году). Дочь — Александра (род. 2006), сын — Алексей (род. 2009).
Находится в хороших отношениях с руководителями регионов Северо-Кавказского округа. С 1999 года по работе был прикомандирован к семье Ахмата Кадырова и жил в его доме, дружит с нынешним главой Чечни Рамзаном Кадыровым и бывает у него в гостях.
Является членом Ассоциации ветеранов подразделения антитеррора «Альфа», ведёт активную военно-патриотическую работу. Увлекается горными лыжами, футболом, верховой ездой, танцами.
26 февраля 2023 года в Белоруссии был атакован российский самолёт. После этого в интернете было опубликовано видео, где Матовников, который на тот момент был старшим оперативной группы Сухопутных войск ВС РФ в Белоруссии, исполняет стриптиз. Журналист Денис Казанский утверждает, что видео обнародовали сослуживцы Матовникова.

## Доходы
Согласно данным, размещённым в декларации, содержащей сведения о доходах, расходах, об имуществе и обязательствах имущественного характера лиц, замещающих государственные должности Российской Федерации, за 2018 год Матовников заработал 7 710 163 рубля. Доход его супруги за тот же период составил 279 840 рублей. В собственности Матовникова находится земельный участок площадью 478 кв. метров, жилое строение площадью 302,7 м². и нежилой дом — 95 м². Супруга Матовникова владеет двумя квартирами, площадью 38,1 и 104,7 кв. м.

## Награды
Государственные
- Герой Российской Федерации» с вручением медали «Золотая Звезда» (8 декабря 2017) — за героизм и мужество, проявленные при исполнении воинского долга[5][69][70]. Награда вручена президентом России Владимиром Путиным 28 декабря 2017 года на торжественной церемонии в Георгиевском зале Большого Кремлёвского дворца в Москве[71].
- Орден «За заслуги перед Отечеством» IV степени с мечами (2004)[2][5][18].
- Орден Александра Невского (2017)[2][5][18].
- Орден Мужества (1995, 2005)[2][5][18].
- Орден «За военные заслуги» (2003)[2][5][18].
- Медаль Суворова (2000)[5].
- Медаль Жукова (2015)[72].
- Нагрудный знак «Воину-интернационалисту».
- Ведомственные медали[2][5][18].

Иностранные
- Медаль «Воину-интернационалисту от благодарного афганского народа» (1988, Афганистан).

Региональные
- Орден имени Ахмата Кадырова (20 декабря 2006) — за заслуги, связанные с развитием государственности, личный вклад в дело защиты Отечества, в поддержании законности, правопорядка и общественной безопасности на территории Чеченской Республики[73].
- Медаль «Защитнику Чеченской Республики» (6 сентября 2019) — за мужество, отвагу и самоотверженность, проявленные при исполнении служебного долга, заслуги в поддержании законности и правопорядка